# Trio per pianoforte e archi n. 2 (Šostakovič)
Il Trio per pianoforte n. 2 per violino, violoncello e pianoforte, in mi minore, Op. 67, è un lavoro del compositore russo Dmitrij Dmitrievič Šostakovič, scritto nel 1944, durante la seconda guerra mondiale.

## Storia della composizione
La composizione è stata dedicata al buon amico di Šostakovič, Ivan Sollertinsky, un russo eclettico e un appassionato musicista, recentemente scomparso all'età di 41 anni. L'opera fu presentata in anteprima a Leningrado il 14 novembre 1944. Il brano è composto da quattro movimenti, con una durata media in esecuzione di 25-27 minuti.

## Struttura
1. Andante – Altamente dissonante, inizia con un passaggio estremamente difficile nel violoncello, tutte armoniche. Il resto del movimento inizia con materiale canonico, ma poi si sviluppa in una forma-sonata, che richiede un'incredibile abilità tecnica da tutti e tre gli strumenti.
2. Allegro con brio – Una danza frenetica che non trova mai una sistemazione tranquilla.
3. Largo – Su uno sfondo ripetuto di accordi di piano, il violino e il violoncello si scambiano linee melodiche scure, lente e cupe. Si dissolve nell'ultimo movimento senza quasi una pausa.
4. Allegretto – Note ripetute staccate iniziano questo movimento "Danza della morte", che introduce una melodia in stile ebraico e rivisita il contenuto tematico dei tre movimenti precedenti. Termina con uno straziato accordo di mi maggiore, quasi impercettibile.

La melodia ebraica dell'ultimo movimento è stata citata nel famoso Quartetto per archi n. 8 di Šostakovič. Il terzo movimento è rappresentato nel balletto del coreografo John Neumeier "The Seagull" (Amburgo, 2002).

## Incisioni
- David Ojstrach, Miloš Sádlo, Dmitrij Šostakovič (1946)
- Leonid Kogan, Mstislav Rostropovič, Ėmil' Grigor'evič Gilel's (1959)
- David Ojstrach, Svjatoslav Knuševickij, Lev Oborin (1961)
- Michail Vajman, Mstislav Rostropovič, Pavel Serebrjakov (live, 1976)
- Oleg Kagan, Natal'ja Gutman, Svjatoslav Richter (live, 1980s)
- Elisabeth Leonskaja, Borodin Quartet (1995)
- Gidon Kremer, Mischa Maisky, Martha Argerich (live, 1999)
- Vladimir Aškenazi, Mats Lidström, Zsolt-Tihamér Visontay (2015)
- Isaac Stern, Yo-Yo Ma, Emanuel Ax
- Joshua Bell, Olli Mustonen, Steven Isserlis
- Beaux Arts Trio
- Trio Borodin